# Bezirk Brüx (Königreich Böhmen)
Der Bezirk Brüx (tschechisch Okresní hejtmanství Most, politický okres Most) war ein Politischer Bezirk im Königreich Böhmen. Der Bezirk umfasste Gebiete im westlichen Teil Nordböhmens im Ústecký kraj (Okres Most). Sitz der Bezirkshauptmannschaft war die Stadt Brüx (Most). Das Gebiet gelangte nach dem Ersten Weltkrieg 1918 an die Tschechoslowakei und ist seit 1993 Teil Tschechiens.

## Geschichte
Die modernen, politischen Bezirke der Habsburgermonarchie wurden 1868 im Zuge der Trennung der politischen von der judikativen Verwaltung geschaffen.
Der Bezirk Brüx wurde 1868 aus den Gerichtsbezirken Brüx (tschechisch soudní okres Most) und Katharinaberg (Hora Svaté Kateřiny) gebildet.
Zu den beiden Gerichtsbezirken des Bezirks Brüx kam 1905 noch der Gerichtsbezirk Oberleutensdorf hinzu, der aus Gemeinden der Gerichtsbezirke Brüx und Dux gebildet wurde.
Im Bezirk Brüx lebten 1869 29.727 Personen, wobei der Bezirk ein Gebiet von 5,5 Quadratmeilen und 21 Gemeinden umfasste.
1900 beherbergte der Bezirk 88.092 Menschen, die auf einer Fläche von 336,60 km² bzw. in 40 Gemeinde lebten.
Der Bezirk Brüx umfasste 1910 eine Fläche von 336,59 km² und eine Bevölkerung von 101.759 Personen. Von den Einwohnern hatten 1910 75.342 Deutsch als Umgangssprache angegeben. Weiters lebten im Bezirk 25.056 Tschechischsprachige und 1.361 Anderssprachige oder Staatsfremde. Der Gerichtsbezirk Katharinaberg war fast ausschließlich von Deutschsprachigen bewohnt, die beiden übrigen Gerichtsbezirke waren überwiegend von Deutschsprachigen bewohnt. Zum Bezirk gehörten diese drei Gerichtsbezirke mit insgesamt 42 Gemeinden bzw. 64 Katastralgemeinden.

## Gemeinden
Der Bezirk Brüx umfasste 1890 die folgenden Gemeinden:
1. Im Gerichtsbezirk Brüx: Brüx (mit Saras und Taschenberg), Nieder-Georgenthal (mit Vierzehnhöfen), Ober-Georgenthal, Göhren (mit Rascha und Zettl), Hawran (mit Koppertsch, Lischnitz, Morawes, Semelkau und Sabnitz), Hochpetsch (mit Saidschitz und Wollepschitz), Johnsdord (mit Einsiedl, Kreuzweg und Launitz), Kommern, Kopitz (mit Kummerpursch, Paredl, Plan und Rosenthal), Nieder-Leutensdorf (mit Lindau), Ober-Leutensdorf (mit Bettelgrün, Hammer, Oberdorf, Rauschengrund, Sandl, Schönbach und Wiesa), Maltheuern, Polehrad, Ober-Priesen, Püllna, Schwetz, Seidowitz (mit Steinwasser), Strimitz (mit Obernitz und Rudelsdorf), Tschausch (mit Triebschitz), Wteln (mit Khan, Koloseruk, Sedlitz, Skyritz, Stranitz und Welbuditz), Zlatnik (mit Hareth und Tschöppern)
2. Im Gerichtsbezirk Katharinaberg: Brandau (mit Grünthal), Gebirgsneudorf (mit Ladung, Marienthal und Nickeldorf), Katharinaberg, Rudelsdorf (mit Kleinhan)